# Dorfkirche Löbnitz

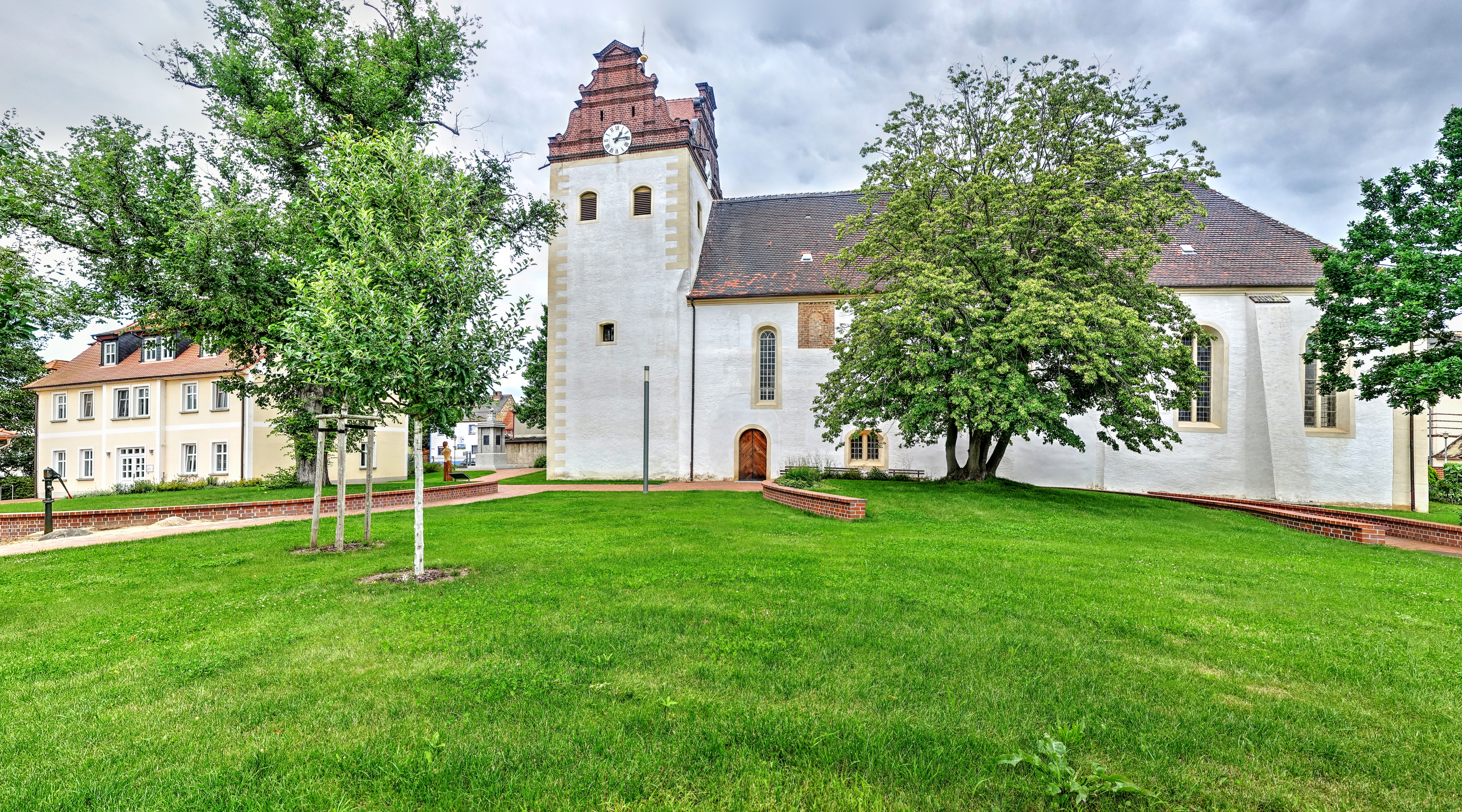
Dorfkirche Löbnitz von Süden mit Pfarrhaus und Kirchgarten

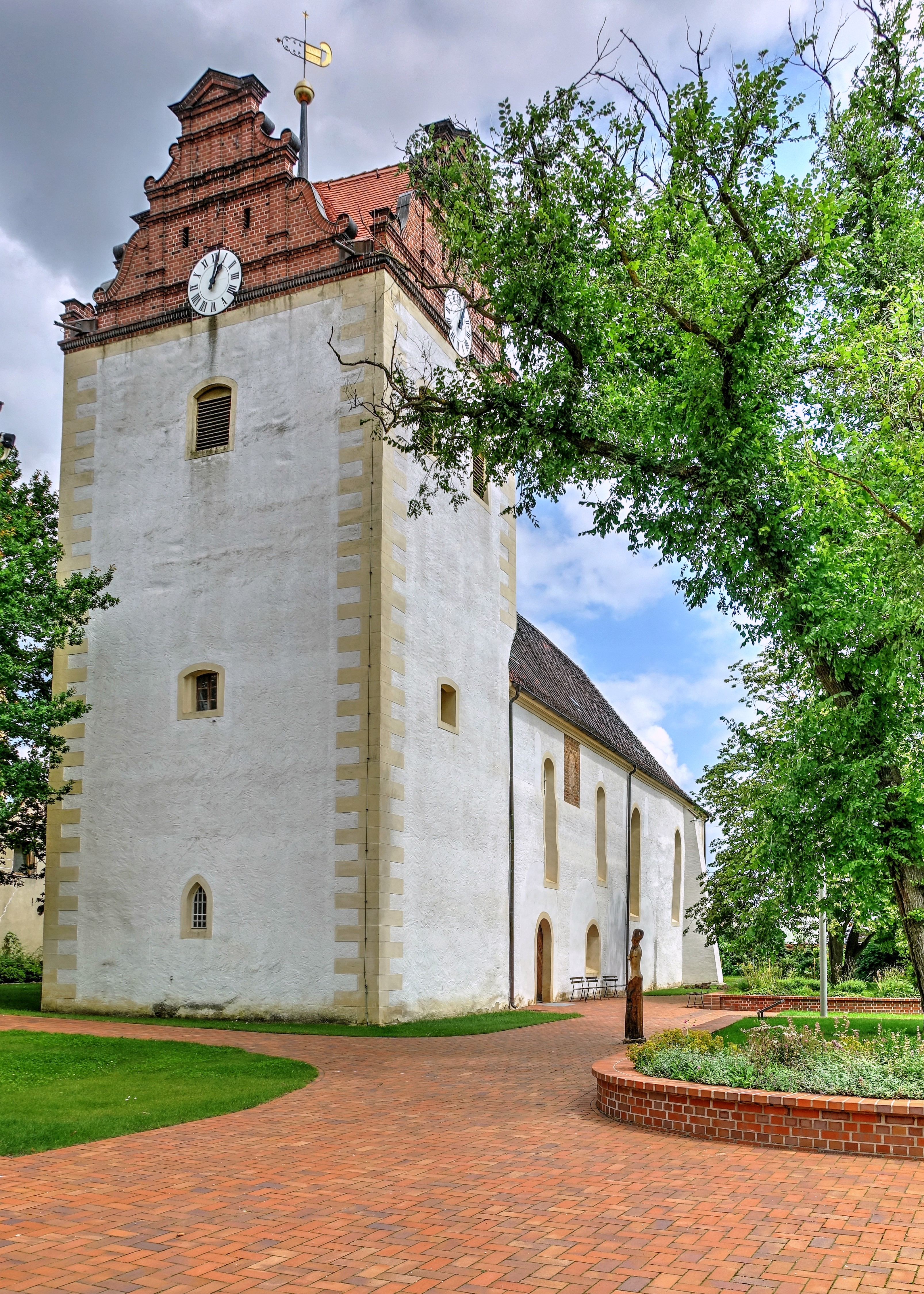
Ansicht von Südwesten

Die evangelische Dorfkirche Löbnitz ist eine Saalkirche mit reicher barocker Ausstattung in Löbnitz im Landkreis Nordsachsen. Sie gehört zur Kirchengemeinde Löbnitz im Kirchenkreis Torgau-Delitzsch der Evangelischen Kirche in Mitteldeutschland. Das Kirchen-Areal befindet sich in der Ortsmitte von Löbnitz südöstlich der Kreuzung Bitterfelder / Dübener Straße und Delitzscher Straße.

## Geschichte und Architektur
Die Kirche ist Ende des 17. Jahrhunderts (1688–1692) durch Umbau einer dreischiffigen romanischen Pfeilerbasilika aus dem 13. Jahrhundert entstanden, wobei das südliche Seitenschiff abgebrochen, das nördliche Seitenschiff bis zur Mittelschiffshöhe aufgeführt und der Chor verlängert wurden. Der Turm steht daher bündig mit der südlichen Saalwand, deren zugesetzte Arkaden und Obergadenfenster noch erkennbar sind. Die Ziergiebel des Turmes wurden um 1900 erneuert. Nach Sperrung wegen Baufälligkeit wurden in den Jahren 1931–1938 Restaurierungsarbeiten der Kirche vorgenommen, wobei eine Erneuerung des Giebels und des Daches, der Austausch schadhafter Balken, die Erneuerung von Fenstern, der Abriss der Sakristei, der Ausbau des Turmzimmers als Kapelle und Restaurierungsarbeiten an der Bilderdecke erfolgten. 
Eine erneute Restaurierung wurde in den Jahren 1971–1972 durchgeführt, wobei eine Sanierung des Fußbodens, der Abriss der zweiten Empore an der Nord- und Südwand, die Entfernung der Kirchenbänke und eine Ausstattung mit Stühlen, der Wiedereinbau der im Zweiten Weltkrieg vermauerten Ostfenster, die Erneuerung der Kirchturmspitze und ein Verputz des Kirchenschiffes vorgenommen wurden. Weitere Restaurierungsarbeiten an der Ausstattung, unter anderem an der Bilderdecke, der Kanzel, den Epitaphien und der Orgel erfolgten in den Jahren 2008–2016.
Die Kirche ist ein verputzter Backsteinbau mit geradem Chorschluss und Korbbogenfenstern. Der im Kern ältere Turm ist mit einem Kreuzdach und Volutengiebeln abgeschlossen. Das vermauerte Spitzbogenportal im Westen wurde vermutlich im ersten Viertel des 13. Jahrhunderts angelegt.
Felderdecke
Das Innere ist durch die beeindruckende bemalte Felderdecke geprägt, die in den Jahren um 1688–1691 von Christian Schilling geschaffen wurde. Von den insgesamt 250 Feldern zeigen 114 Bilder die biblische Geschichte aus dem Alten (36 Bilder) und dem Neuen Testament (78 Bilder). Auf weiteren 36 Bildtafeln sind Personen dargestellt: Jesus Christus, Mose, die Apostel, die Evangelisten, die Schriftpropheten sowie Martin Luther und Melanchton. Ergänzt werden diese Darstellungen von Engeln mit Musikinstrumenten und Leidenswerkzeugen auf 18 Feldern. Die weiteren 82 Felder umrahmen dieses Ensemble mit floraler Grisaillemalerei. 
An drei Seiten sind Holzemporen eingebaut, deren nördliche mit Freimaurersymbolen aus dem 16. Jahrhundert und deren westliche mit einer Dockenbrüstung vom Anfang des 18. Jahrhunderts gestaltet ist. Die bemalte Patronatsloge im Chor steht auf Säulen mit Wappenkapitell derer von Schönfeld aus dem Jahr 1586. Der Logenprospekt ist mit teils schweifwerkartigen Blattornamenten und Butzenscheiben gestaltet. Die Wappen an der Frontseite über der Mittelsäule sind von Adolf von Schönfeld (* 1643, † 1707) und seiner Ehefrau Susanna Christina geb. v. Heßarin (* 1673, † 1735).

## Eindrücke vom Inneren der Kirche

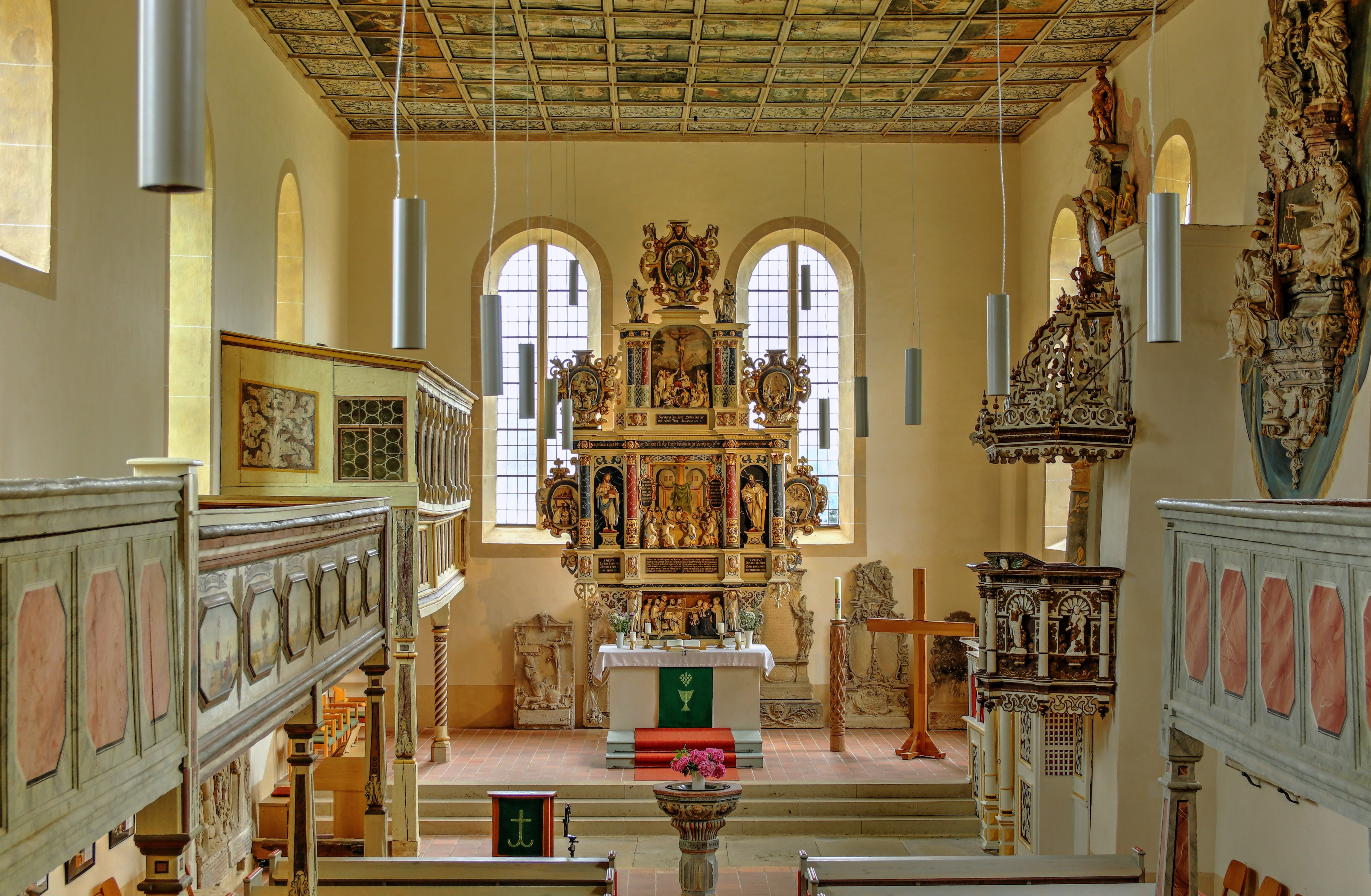
Blick zum Altar
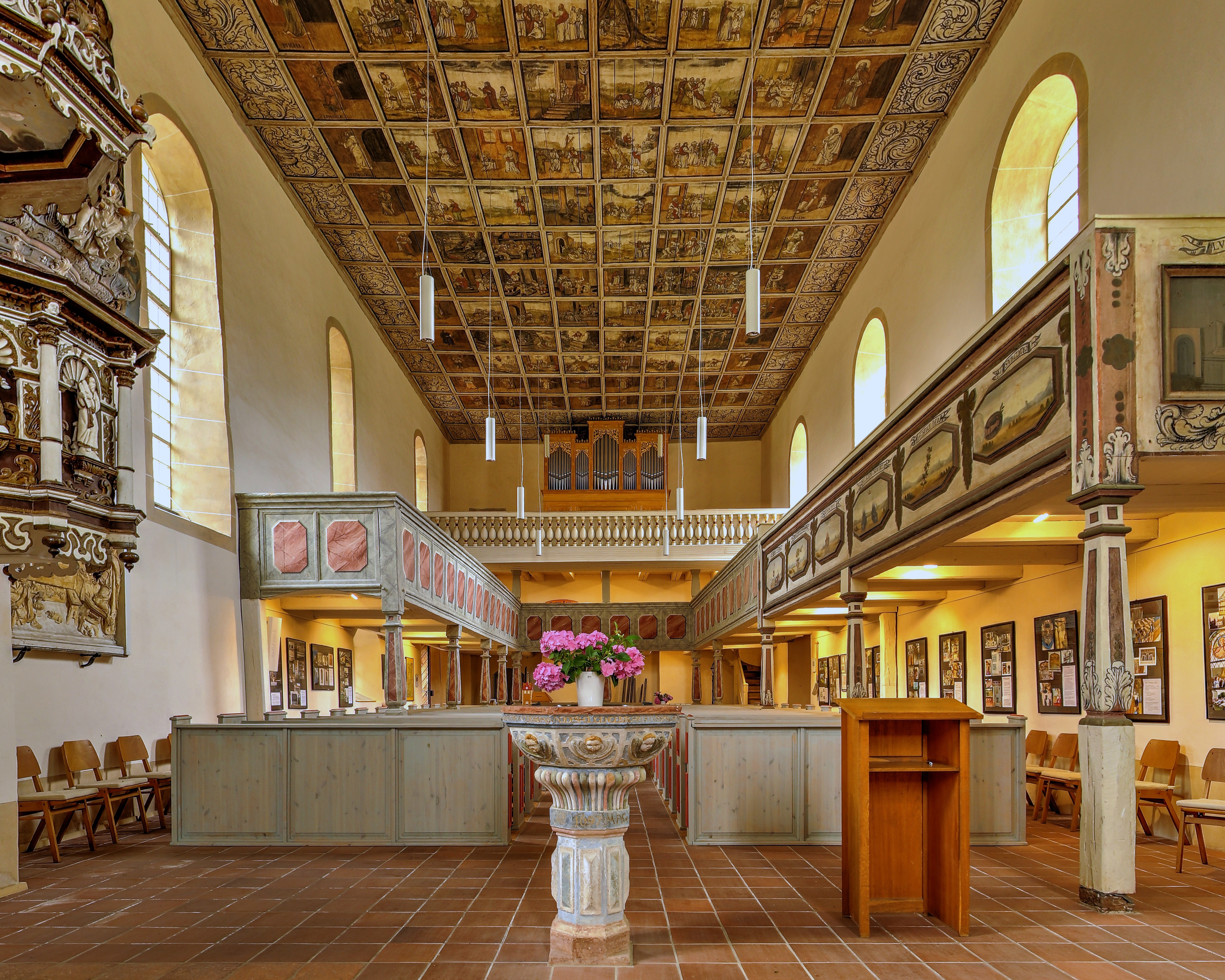
Blick zur Empore
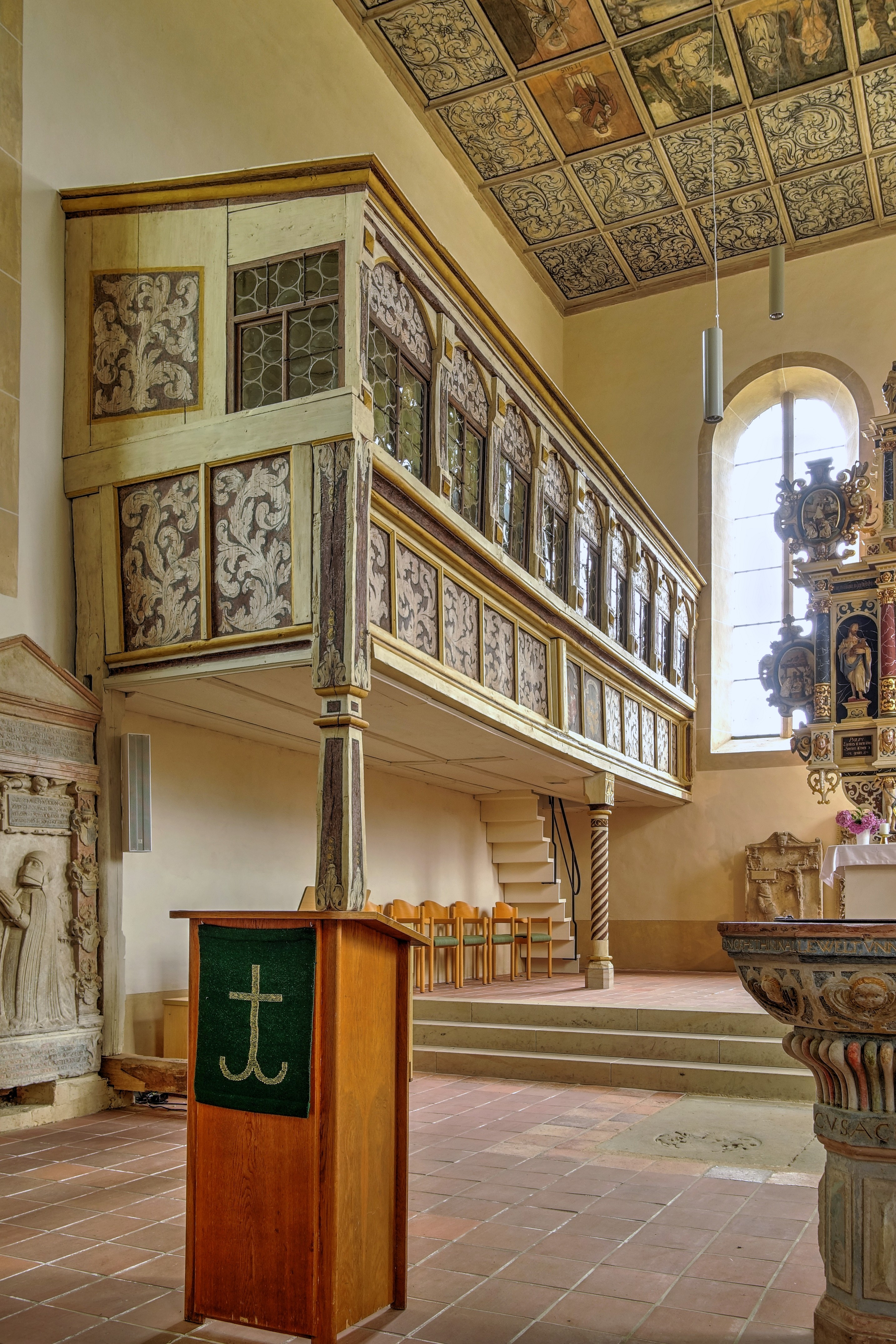
Patronatsloge
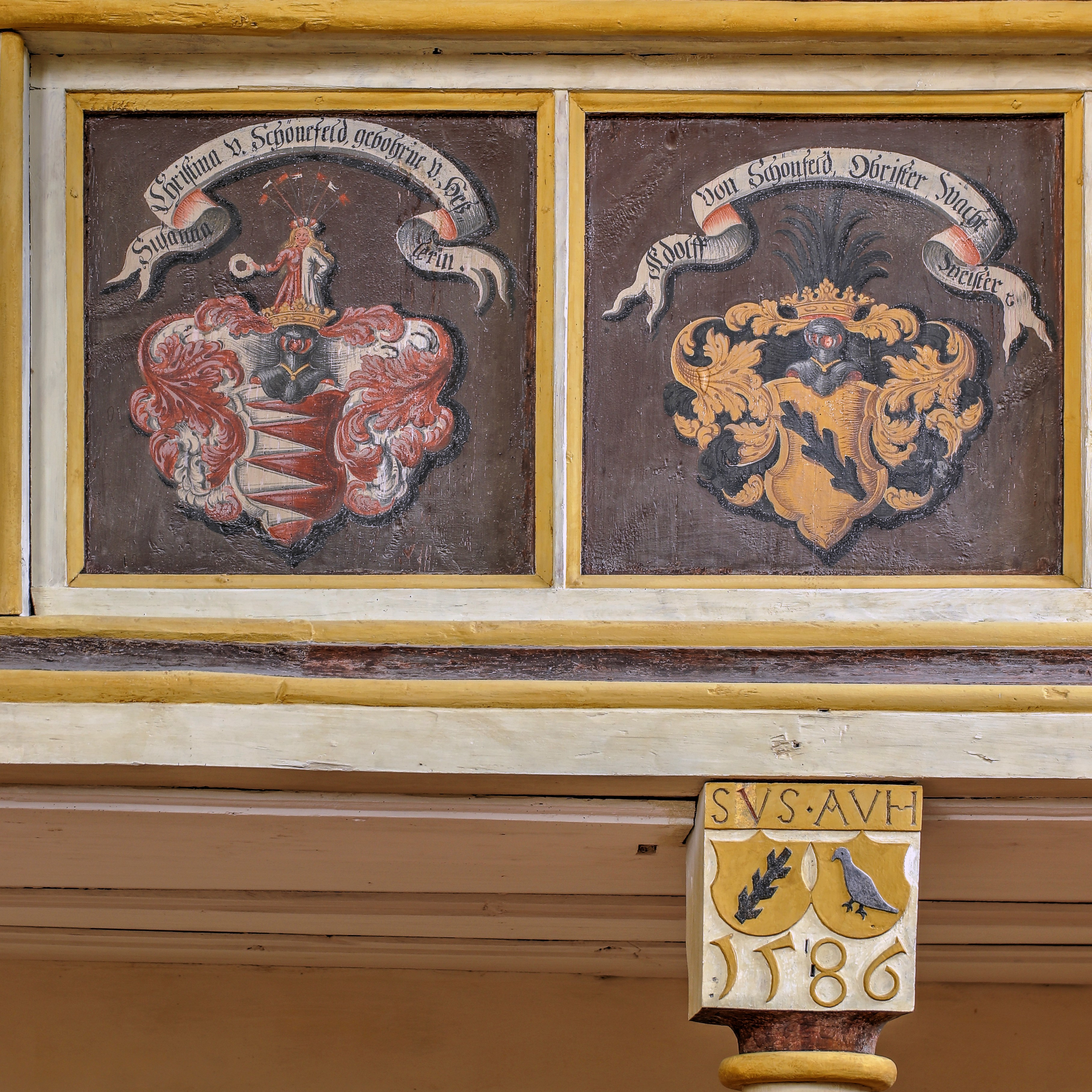
Wappen (Patronatsloge)
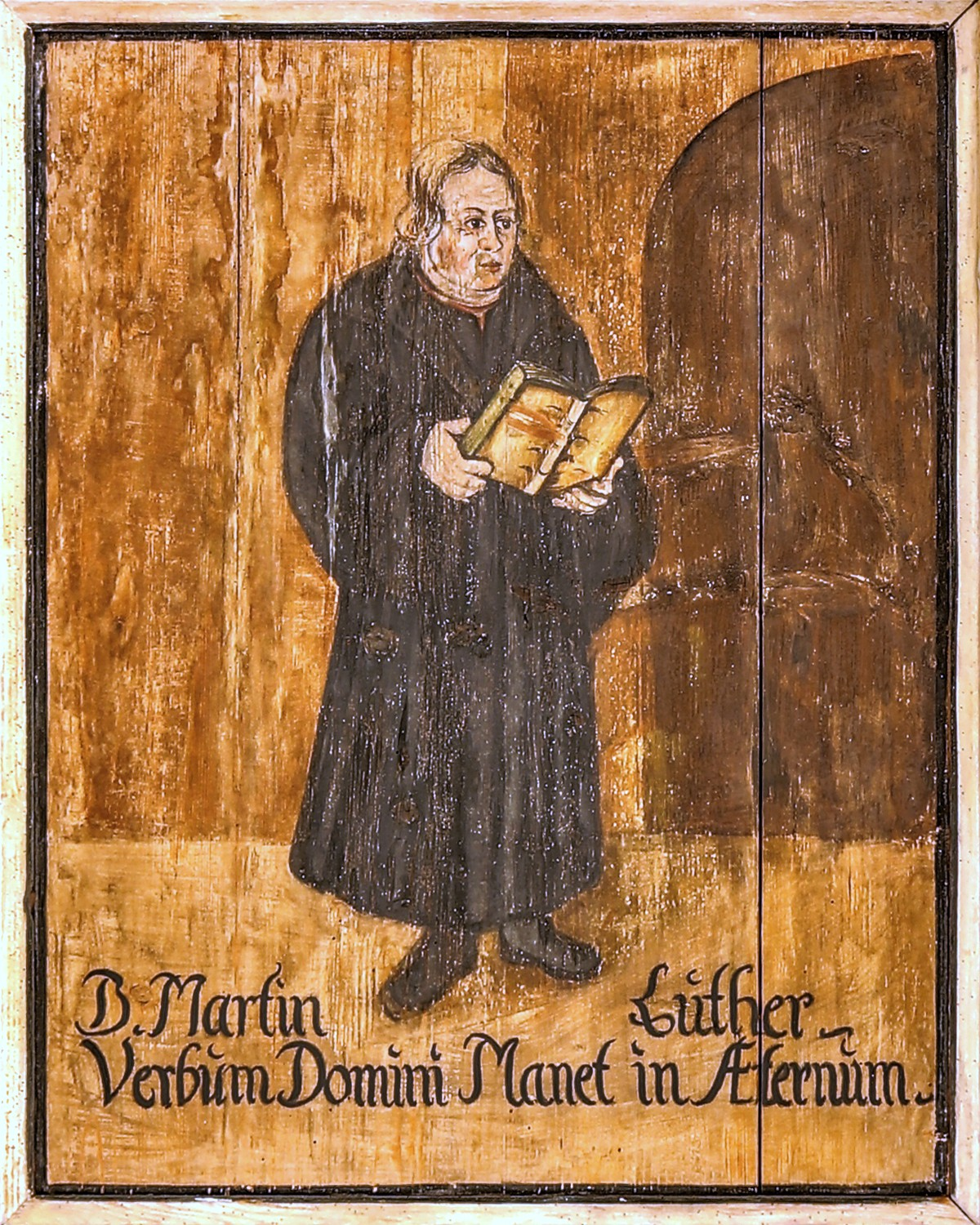
Luther (Bilderdecke)
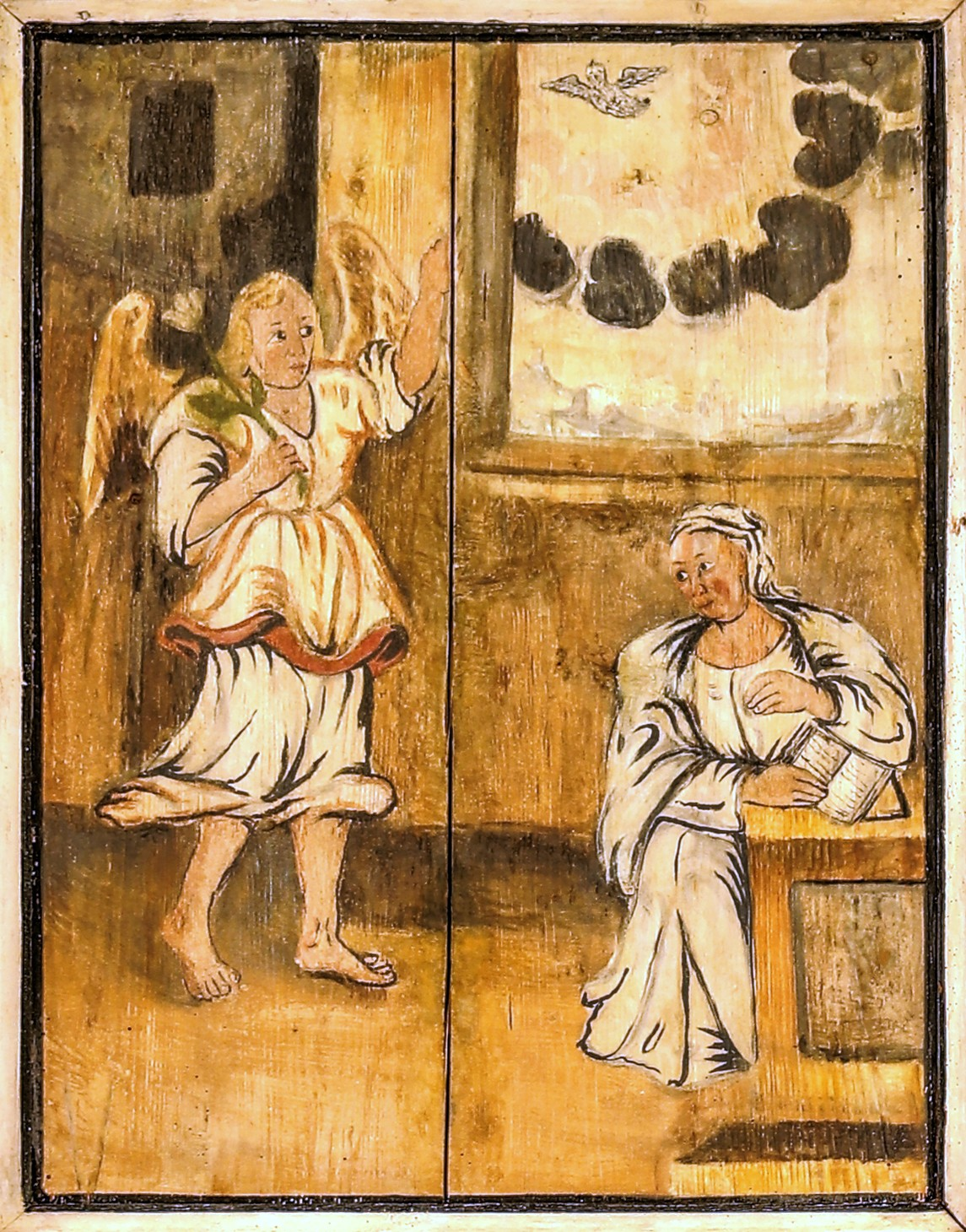
Verkündigung (Bilderdecke)

## Ausstattung
Das Hauptstück der Ausstattung ist ein reich geschnitzter Epitaphaltar von Georg Eckhardt aus Freiberg aus dem Jahr 1629. Der zweigeschossige bemalte Säulenaufbau aus Holz ist mit geschweiftem Beschlagwerk, Grotesken und Engelsköpfen verziert. In der Predella sind kniende Stifterfiguren der Familie des Hans von Schönfeld dargestellt, im Hauptfeld das Abendmahl als Relief vor gemaltem Hintergrund, flankiert von den Figuren Moses und Johannes des Täufers, bekrönt von einer figurenreichen Kreuzigung ebenfalls vor gemaltem Hintergrund. Seitlich finden sich je zwei übereinander angeordnete Medaillons, die mit Geburt und Taufe Christi sowie mit Christus im Garten Gethsemane und der Auferstehung bemalt sind. Im Altarauszug ist die Himmelfahrt Christi mit den flankierenden Figuren von Markus und Matthäus angeordnet.
Die polygonale Holzkanzel ist mit Schnitzfiguren der Evangelisten und des Moses versehen und ist mit einem glockenförmigen Schalldeckel aus filigran geschnitztem Rollwerk mit bekrönendem Pelikan vom Anfang des 17. Jahrhunderts ausgestattet.
Die farbig gefasste Sandstein-Taufe von 1603 steht auf einem schlanken Schaft mit Reliefs; die polygonale Kuppa ist mit Engelsköpfen auf Beschlagwerkornament verziert. An der südlichen Wand der Saalkirche sind zwei Epitaphien mit dahinter gemalten Draperien aufgestellt: das östliche aus Holz zeigt auf hoher Säule mit heraldischen Motiven und einem gemalten Stifterporträt mit einer Ritterfigur als Bekrönung für Adolph von Schönfeld († 1707) und das westliche für Hans Erig von Schönfeld († 1724) aus verschiedenfarbigem Marmor mit reichem Knorpelwerk, Vanitas-Symbolen, heraldischen Motiven und sorgfältig ausgeführten Figuren, welche Victoria, Justitia und Prudentia auf einer Konsole sitzend darstellen. Über der Inschrifttafel stehen Fides und Caritas mit Fama als bekrönendem Abschluss. 
Weitere Grabdenkmäler der Familie von Schönfeld aus dem 16. und 17. Jahrhundert sind mit den knienden Relieffiguren der Verstorbenen ausgestattet. Ein epitaphartiges Hochrelief mit einer Abendmahlsdarstellung wurde von Otto Richter aus Berlin 1932 geschaffen.
Die Orgel ist ein Werk vom Delitzscher Orgelbaumeister Eduard Offenhauer (1825–1904) aus dem Jahr 1885 mit heute 15 Registern auf zwei Manualen und Pedal, das in den Jahren 2015/2016 durch die Firma Orgelbau Reinhard Hüfken restauriert wurde. Diese Restaurierung wurde durch die Stiftung Orgelklang gefördert.

## Weitere Bilder

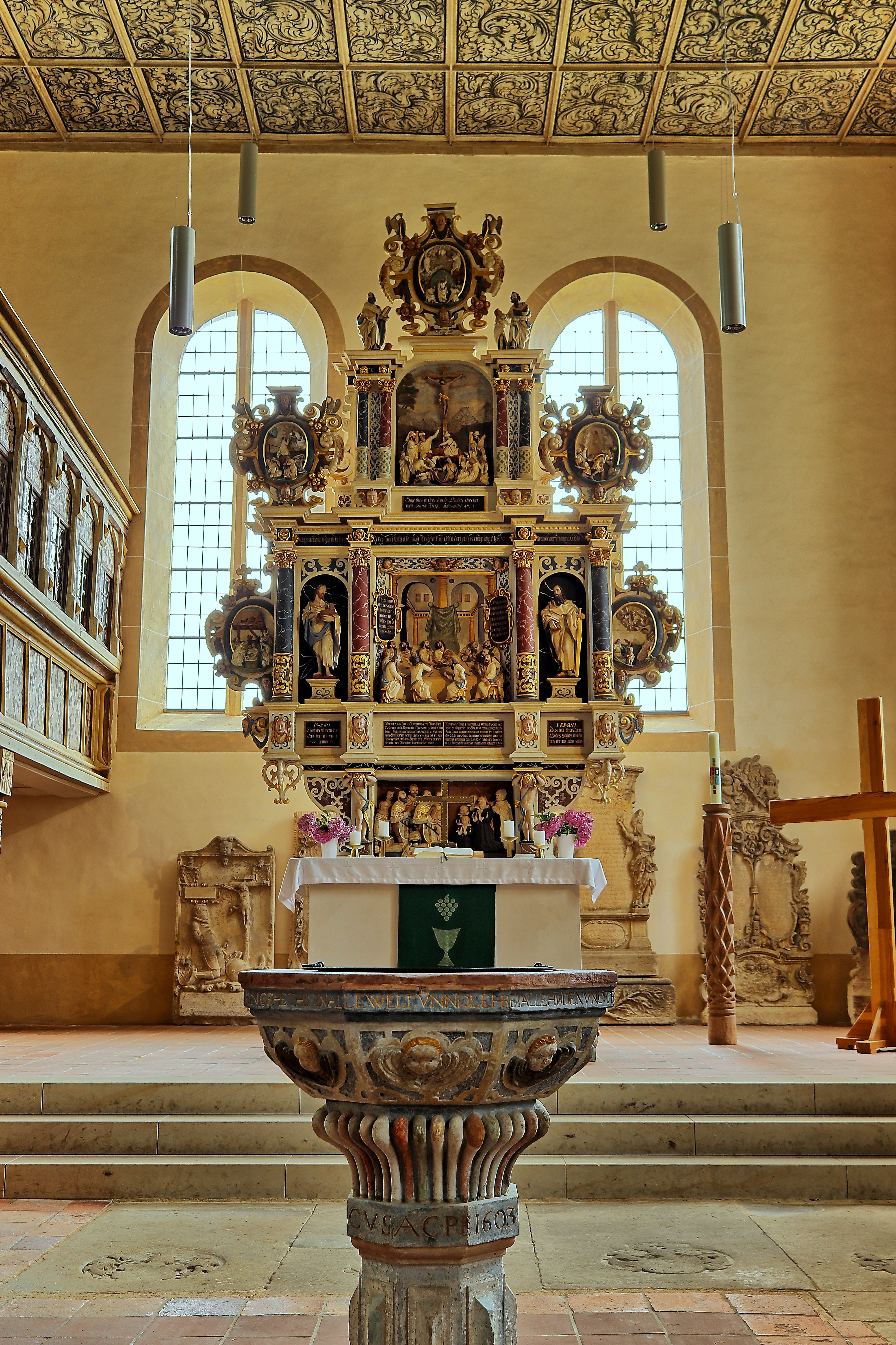
Altar
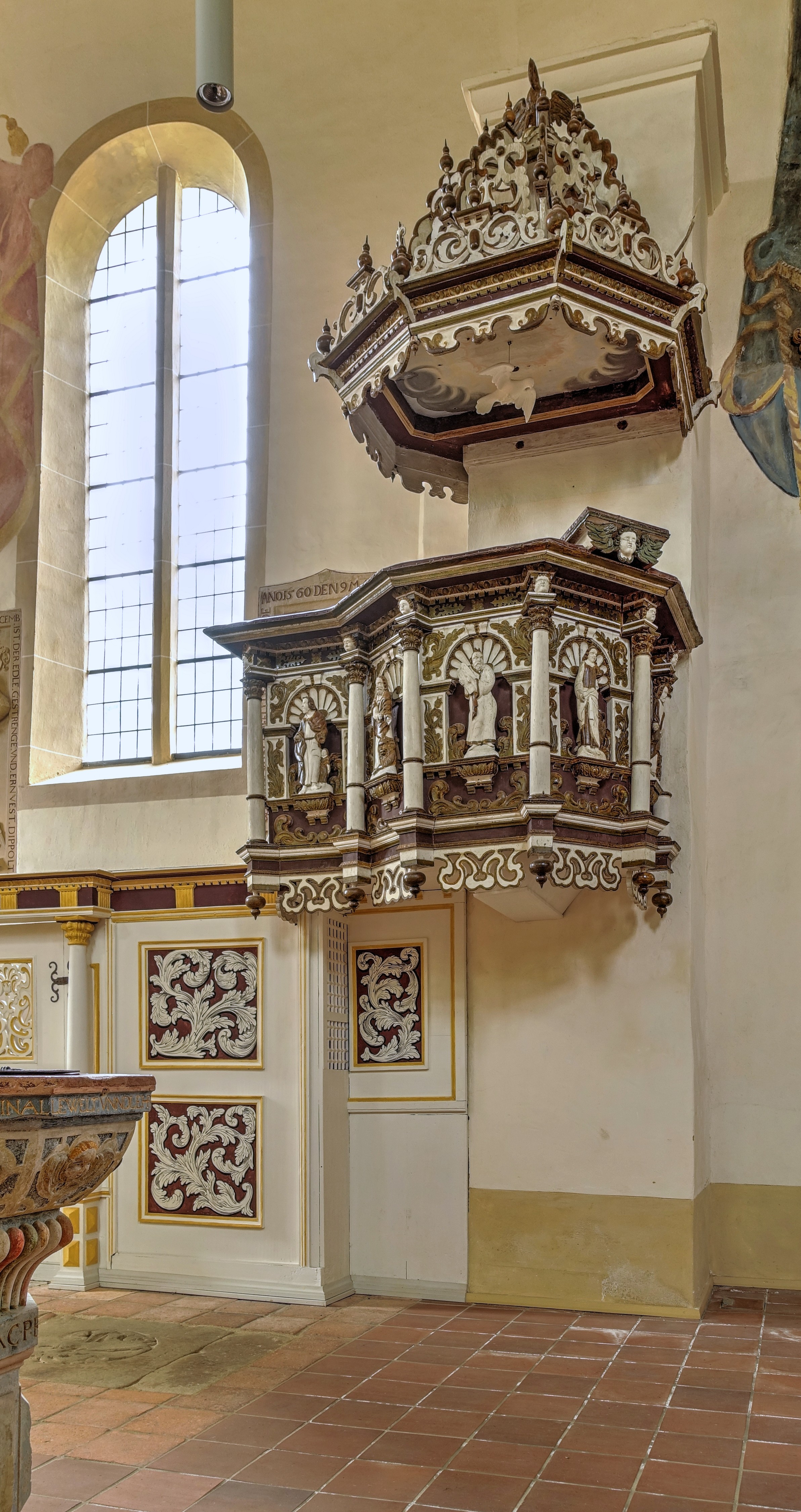
Holzkanzel
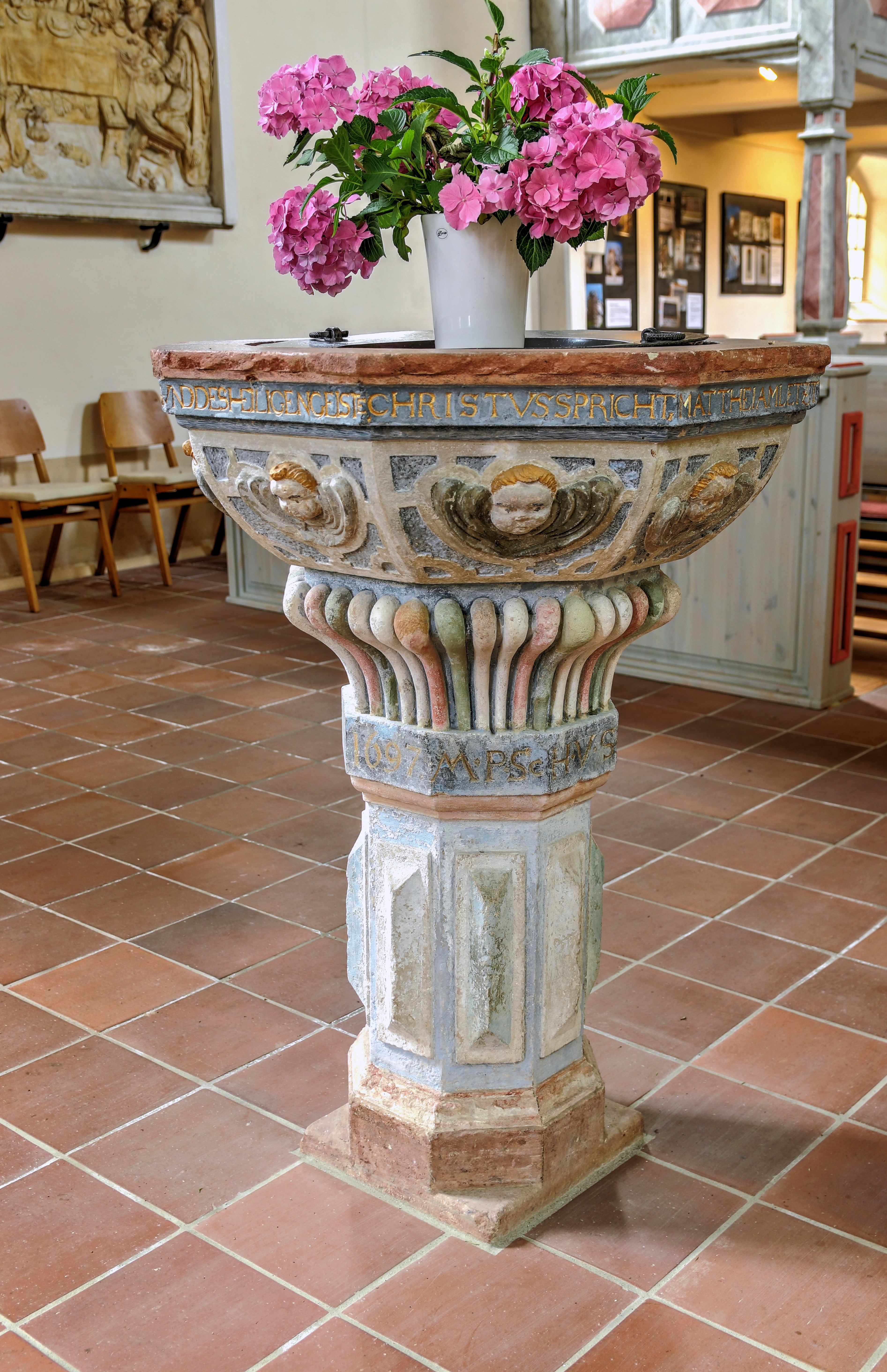
Taufstein
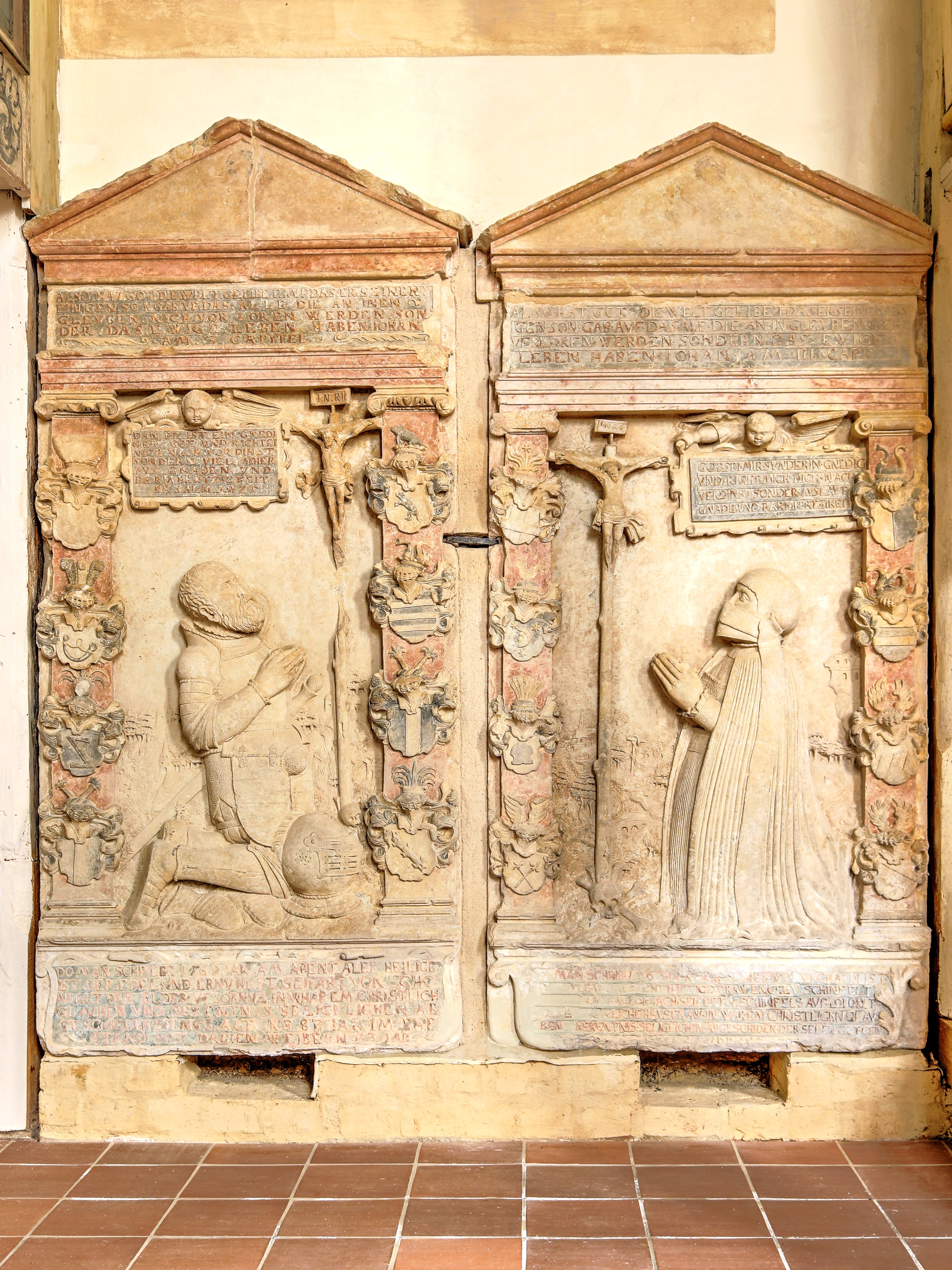
Epitaph (Nordwand)
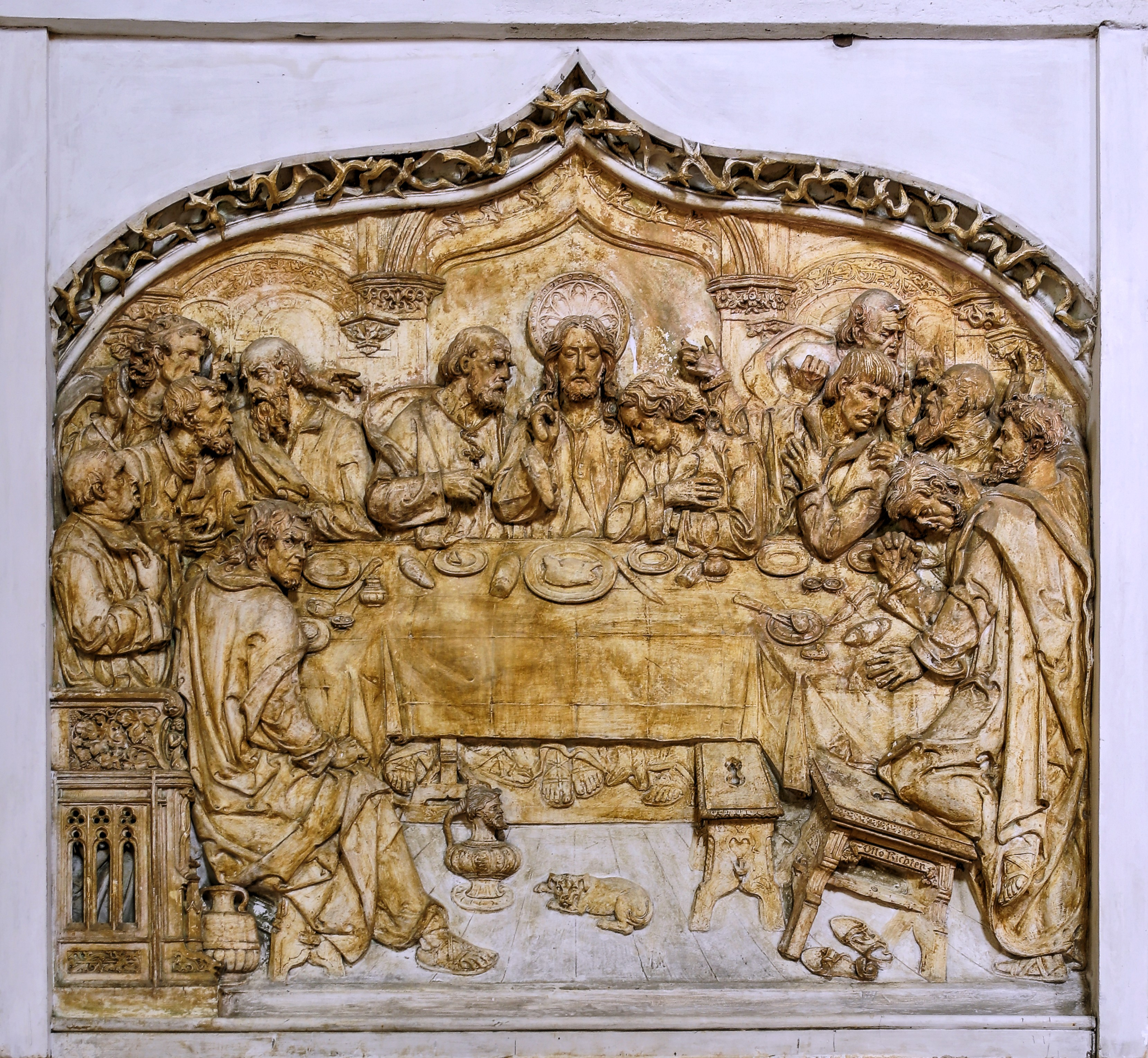
Abendmahl (Otto Richter)
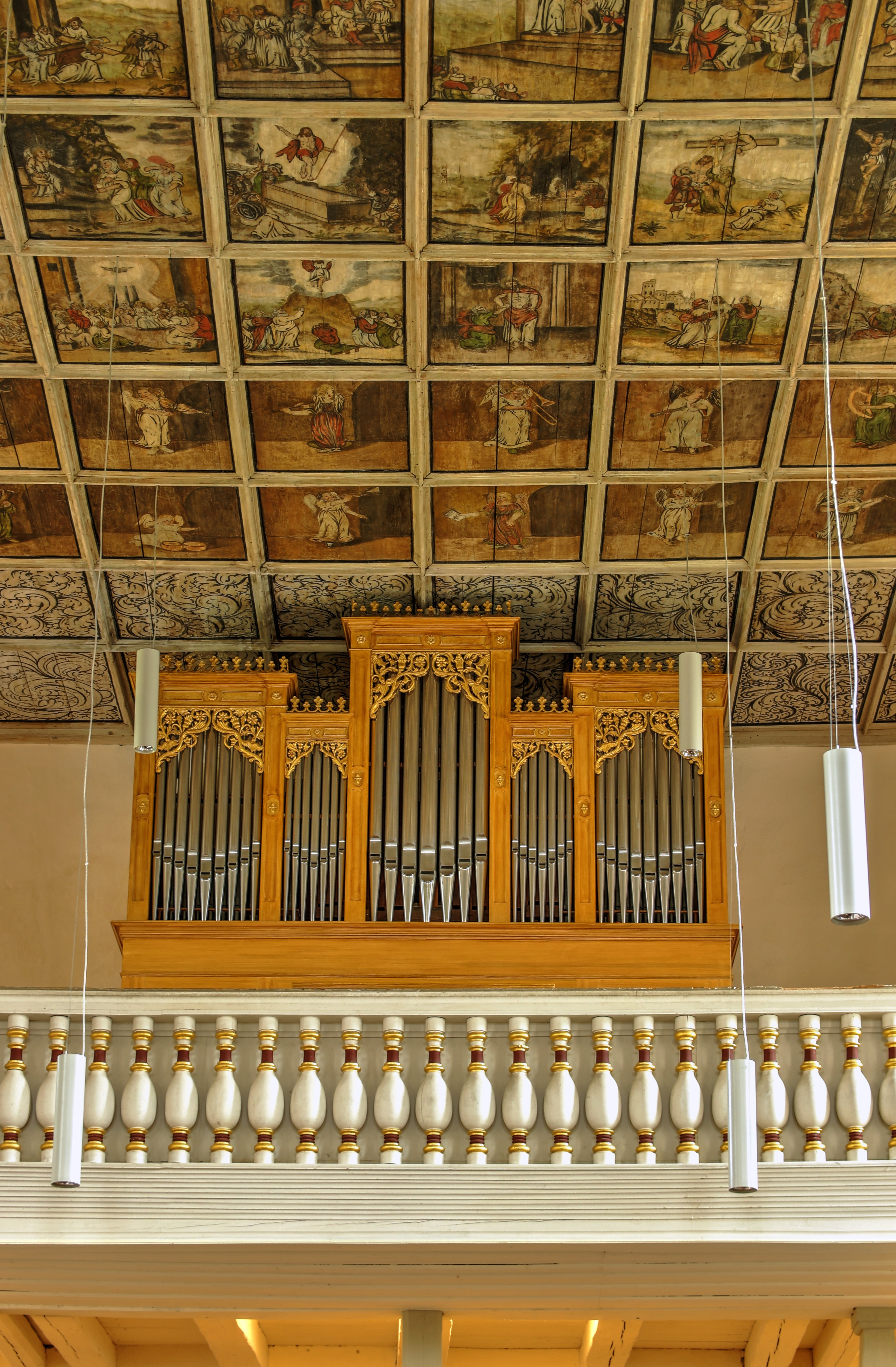
Orgel
Decke (Gesamt)

## Sonstiges
Das Pfarrhaus befindet sich auf dem Kirchengelände nur wenige Meter westlich der Kirche. Das alte Pfarrhaus (1725 gebaut, 1729 geweiht) verfiel Ende des 20. Jahrhunderts und wurde nach einem Brand 1993 abgerissen und durch den heutigen Bau 1995 an gleicher Stelle denkmalgerecht ersetzt.
Der alte Friedhof, der die Kirche ursprünglich umgab, wurde ab dem 17. Jahrhundert durch einen neuen Friedhof im Süden von Löbnitz ersetzt, allerdings noch bis 1875 genutzt und später dann eingeebnet und entwidmet. Der Kirchgarten wurde ab Dezember 2018 neu gestaltet und im September 2019 der Öffentlichkeit übergeben. Unter anderem wurden neue Wege und ein Abenteuerspielplatz angelegt. Neue Bäume wurden gepflanzt und alte erhalten, wie zum Beispiel die Luther-Linde südlich der Kirche (siehe Bild oben), die zum 300. Todestag Luthers am 18. Februar 1846 gepflanzt wurde. Die parkähnliche Anlage ist nach Ave von Schönfeld benannt. Wenige Meter von der südwestlichen Ecke der Kirche entfernt erinnert eine Eichenholz-Skulptur von Gabriel Zschornak an die Namensgeberin des Kirchgartens.
Nördlich neben dem Pfarrhaus auf dem Kirchengelände befindet sich das Kriegerdenkmal von 1927 für die 33 im Ersten Weltkrieg gefallenen Löbnitzer Männer, welches 2019 saniert wurde.